# Exitianus indicus
Exitianus indicus är en insektsart som beskrevs av William Lucas Distant 1908. Exitianus indicus ingår i släktet Exitianus och familjen dvärgstritar. Inga underarter finns listade i Catalogue of Life.